# Stephen Elboz
Stephen Elboz (Wellingborough, Northants, 1956) es un escritor de literatura infantil inglés. Es principalmente reconocido por ser el autor de The Byzantium Bazaar y A Land without Magic.

## Biografía
Elboz escribió su primera novela en secreto, cuando iba a la escuela primaria en Wellingborough. Sus maestras lo alentaron para que continuase escribiendo, aunque se graduó con un único reconocimiento especial en dibujo técnico. Más tarde, asistió a la Universidad de Lancaster, ganó una competencia de escritura y logró que una de sus obras de teatro fuese producida en la estación de radio local.
En la actualidad, Elboz es maestro en una escuela primaria de Corby, donde se dedica a enseñar a medio tiempo para tener suficiente para escribir. 
Elboz ganó el Premio Smarties Book de Nestlé por su primera novela publicada, The House of Rats.

## Obras
- The House of Rats
- The Games Board Map
- Bottle Boy
- The Byzantium Bazaar
- Ghostlands
- A Handful of Magic
- A Land Without Magic
- A Wild Kind of Magic
- An Ocean of Magic
- Temmi and the Frost Dragon
- The Tower at Moonville